# آرثر إي. أوستين
آرثر إي. أوستين (بالإنجليزية: Arthur E. Austin)‏ هو سياسي أمريكي، ولد في 22 يناير 1891، وتوفي في 1976. حزبياً، نشط في الحزب الجمهوري. وقد انتخب عضو جمعية ولاية ويسكونسن.